# Tiphia lotharae
Tiphia lotharae (лат.) — вид ос рода Tiphia из семейства Tiphiidae (Hymenoptera). Индия, Непал. 

## Описание
Жалящие перепончатокрылые. Длина тела 12,0—13,0 мм. Передняя часть головы шагренирована; мандибулы с небольшим отчётливым преапикальным зубцом; дорсальная сторона пронотума с сильным и полным килем с неясными стыковочными гребнями; латеральная сторона пронотума с изогнутой бороздкой; мезоплеврон шагренирован и с крупными и мелкими точками; метанотум с крупными точками; задняя сторона проподеума без срединного киля; маргинальная ячейка переднего крыла значительно длиннее второй кубитальной ячейки в апикальном расширении. Личинки предположительно, как и близкие виды, паразитируют на пластинчатоусых жуках (Scarabaeidae, Rutelidae, Cetoniinae). Вид был впервые описан в 1975 году американским энтомологом Гарри Виллисом Алленом (1892—1981), а его валидный статус подтверждён в 2022 году.